# Jolakil
Jolakil är en ort i Mexiko.   Den ligger i kommunen Chilón och delstaten Chiapas, i den sydöstra delen av landet, 800 km öster om huvudstaden Mexico City. Jolakil ligger 1 144 meter över havet och antalet invånare är 231.
Terrängen runt Jolakil är kuperad. Runt Jolakil är det glesbefolkat, med 16 invånare per kvadratkilometer. Närmaste större samhälle är Yajalón, 19,0 km nordväst om Jolakil. I omgivningarna runt Jolakil växer i huvudsak städsegrön lövskog.